# Флора из Болье
 Флора  (фр. Flora, 1309 г., Мор, Франция — 1347 г., Болье, Франция) — святая Римско-Католической Церкви, монахиня из монашеского ордена францисканок.

## Биография
Флора родилась в многодетной семье. В 1322 году, в возрасте 13 лет, Флора поступила в монастырь святого Иоанна Крестителя, находившийся в городе Болье, Франция. Согласно агиографическим источникам, Флора имела дар пророчества. После смерти её мощи были захоронены в церкви города Иссендоль, епархия Каор.
Флора почитается в Католической церкви как покровительница паломников.
День памяти в Католической церкви — 12 июня (ранее 5 октября).

## Источник
- Hugo Hoever SOCist: Żywoty świętych Pańskich. przekład Zbigniew Pniewski. Warmińskie Wydawnictwo Diecezjalne, 1983, стр. 363.